# Mads Aaquist
Mads Aaquist (31 december 1994) is een Deens profvoetballer die bij voorkeur als verdediger speelt. Hij verruilde in januari 2015 FC Kopenhagen voor FC Helsingør.
Aaquist maakte op 20 mei 2013 zijn profdebuut in dienst van FC Kopenhagen, in de Deense Superligaen. Hij verving in de laatste wedstrijd van het seizoen Cristian Bolaños, tegen SønderjyskE..

## Erelijst
FC Kopenhagen
- Deens landskampioen

2013